# Die Nacht der Toten
Die Nacht der Toten is een compositie van Hjalmar Borgstrøm. Het was het laatste symfonisch gedicht in een serie van vier, die begon met Hamlet. Pas veel later keerde deze Noorse componist terug naar dit genre met Tanken. Het thema van het werk is enigszins vergelijkbaar met Dance macabre van Camille Saint-Saëns, maar dat een stuk serieuzer. De componist wilde ook were niet te zwaar op de hand zijn, want de invloeden van Richard Wagner, die in de eerste drie nadrukkelijk aanwezig zijn, zijn hier minder herkenbaar. Borgstrøm schreef een inleiding bij het werk met verwijzing naar gebruikte motieven.
Het werk ging in première in Berlijn. Borgstrøm dirigeerde het Berliner Philharmoniker in een concert waarbij alle vier de symfonische gedichten werden uitgevoerd. Alhoewel Ferruccio Busoni optrad als solist, werden de stukken afgedaan door de recensent als amateuristisch.